# هستی و نیستی
هستی و نیستی: (به انگلیسی: Being and Nothingness) مقاله‌ای دربارهٔ هستی‌شناسی پدیدارشناختی (به فرانسوی: L'Être et le néant: Essai d'ontologie phénoménologique)، که گاهی با زیرنویس مقاله‌ای پدیدارشناختی دربارهٔ هستی‌شناسی منتشر می‌شود، کتابی از فیلسوف ژان پل سارتر است. در این کتاب، سارتر با پشتیبانی از اگزیستانسیالیسم خود، با پرداختن به مباحثی مانند آگاهی، ادراک، فلسفه اجتماعی، خود فریبی، وجود «هستی»، روان‌کاوی و پرسش از اراده آزاد، روایتی فلسفی را ارائه می‌دهد.
سارتر در حالی که در سال‌های ۱۹۴۰ و ۱۹۴۱ اسیر جنگی بود، کتاب "هستی و زمان" (۱۹۲۷) از مارتین هایدگر را خواند، که از روش پدیدارشناسی هوسرل به عنوان دریچه‌ای برای بررسی هستی‌شناسی استفاده می‌کند. سارتر سیر تحقیقات فلسفی خود را ناشی از مواجهه با این اثر دانست. اگرچه متأثر از هایدگر بود، اما سارتر نسبت به هر اقدامی که بشریت بتواند به نوعی حالت تحقق شخصی قابل مقایسه با "برخورد مجدد" هایدگری با فرضیه هایدگری برسد، کاملاً بدبین بود. از نظر سارتر، انسان موجودی است که توسط چشم‌انداز "تکمیل" (آنچه سارتر آن را ens causa sui می‌خواند، به معنای واقعی کلمه "موجودی که خود را ایجاد می‌کند") است، که بسیاری از ادیان و فلاسفه آن را خدا می‌دانند. فرد در واقعیت مادی بدن خود متولد شده، در یک جهان مادی، خود را در وجود خود فرومی‌برد. مطابق با تصور هوسرل مبنی بر اینکه آگاهی فقط می‌تواند به عنوان آگاهی از چیزی وجود داشته باشد، سارتر این ایده را توسعه می‌دهد که هیچ شکلی از خود نمی‌تواند در درون آگاهی پنهان باشد. بر این اساس، سارتر در ادامه به نقد فلسفی نظریههای زیگموند فروید می‌پردازد، بر اساس این ادعا که آگاهی اساساً خودآگاهی است.
هستی و نیستی رساله‌ای دربارهٔ هستی‌شناسی پدیدارشناسانه از نظر بسیاری از فیلسوفان و ناقدان مهم‌ترین کار فلسفی سارتر است. برخی آن را یکی از برجسته‌ترین آثار فلسفی سدهٔ بیستم دانسته‌اند. آندره گرز به درستی گفته که کتاب هستی وچیستی هدفی تازه در پیش رو داشت که حتی پدیدارشناسی آلمانی نیز به آن بی‌توجه مانده بود. سارتر می‌خواست پدیدارشناسی واقعیت ویژهٔ آگاهی را بیان کند. هستی در فلسفه به معنای شیء یا موجودی که موجود است اما چیستی در رابطه با هستی به شی یا موجود زنده ای که وجود دارد اشاره می‌کند، به صورت خلاصه می‌توان گفت چیستی به همان شی یا موجود زنده ای (هستی) اشاره می‌کند که نمی‌دانیم چیست. برای مثال یک کودک زمانی که به همراه خانواده به باغ وحش می‌رود، شیر را گربه خطاب می‌کند اما در واقع نمی‌داند که آن شیر است تا زمانی که خانواده‌اش او را آگاه می‌کنند. و در اینجا پی می‌بریم که کودک از وجود شیر باخبر بود اما نمی‌دانست که آنچه موجودی است که او را گربه خطاب کرد.

## بازخورد
خوانندگان به ویژه جوانان به کتاب توجه زیادی نشان دادند. رولان بارت نوشت که با خواندن این کتاب دنیایش عوض شد، و رژیس دبره در مقاله‌ای به مناسبت مرگ سارتر نوشت: من در دهه ۱۹۵۰ در دبیرستان تحصیل می‌کردم. یکی از انبوه دانش آموزان بودم که کتاب سارتر تکان‌شان داده بود. ژاک لکان که باورهایش در بسیاری از مواضع فلسفی و برداشتش از علم و روش‌شناسی با عقاید سارتر فاصلهٔ زیادی داشت هستی و نیستی را متنی اساسی و یکه در تجزیه و تحلیل وجود خواند. با وجود این خود سارتر کم‌تر از یک دهه بعد از انتشار کتاب از آن فاصله گرفت و در بحث‌های فلسفی‌اش کمتر به آن بازگشت و حتی در ۱۹۶۸ در گفتگویی اعلام کرد که این کتاب بیان یک فلسفهٔ خرد باورانهٔ آگاهی است که دیگر کهنه شده‌است. هستی و نیستی پرفروش‌ترین کتاب فلسفه در فرانسهٔ سدهٔ بیستم بود. تکامل آفریندهٔ برگسون و واژه‌ها و چیزهای فوکو در مقام‌های بعدی قرار دارند.

## درون مایه
شهرت کتاب سارتر در سال‌های پس از جنگ تا حدودی به خاطر نثر زیبای آن و استفاده از مثال‌هایی از زندگی هر روزه بود. سارتر (این‌جا هم به دنبال هایدگر) مثال‌هایی چون نقش بازی کردن پیشخدمت کافه یا تصادف موتورسیکلت یا زنی که وانمود می‌کند متوجه نیست که مردی دست‌اش را گرفته و… در کتاب آورده که روشن‌گر نکته‌های پیچیدهٔ کتاب‌اند. شخصیت خیالی پی یر که در آثار فلسفی دهه ۱۹۳۰ سارتر ظاهر می‌شد در هستی و نیستی هم نقش دارد و بیش‌تر آدم غایبی است که باید به دنبالش گشت.

## محتوا
سارتر از دو نکته در هستی و زمان هایدگر تأثیر گرفته بود. یکی اهمیت بنیادین مفهوم هستی در فلسفه و دیگری اهمیت تحلیل دازاین. این دو نکته مرکز مباحث قرار دارند. هستی و نیستی که حتی نام آن هم یادآور عنوان کتاب هستی و زمان هایدگر است رابطه‌ای بین متنی با شاهکار هایدگر دارد. شاید بتوان گفت که عنوان کتاب سارتر اشاره‌ای هم به تک‌گویی مشهور هملت بودن یا نبودن دارد. عنوان دوم کتاب روشن‌گر جهت‌گیری فلسفی و منطق روش‌مندانهٔ آن است رساله‌ای دربارهٔ هستی‌شناسی پدیدارشناسانه. یعنی رساله‌ای دربارهٔ هستی‌شناسی که روش کار در آن پدیدارشناسی است. هستی‌شناسی دربارهٔ هستی هستندگان تحقیق می‌کند و هستی‌شناسی پدیدار شناسانه می‌تواند چنین تعریف شود: توضیح ساختار هستی هستندگان چنان‌که این هستندگان نمایان (پدیدار) می‌شوند.

## ساختار
هستی و نیستی از یک پیش گفتار و چهار بخش شکل گرفته‌است. پیش گفتار با عنوان در جستجوی هستی. عنوان بخش نخست کتاب سارتر «مسئلهٔ نیستی» است. سارتر در این بخش به‌طور عمده در صدد روشن کردن معنای هستی و نیز نیستی برآمد. این بخش از دو فصل تشکیل شده‌است. سارتر در فصل نخست با عنوان "سرچشمهٔ نفی"، کار خود را تدوین پدیدارشناسی نیستی دانست و در فصل دوم با عنوان باور نادرست به این کشف فلسفی خود پرداخت.
عنوان بخش دوم کتاب برای خود بودن است و در توضیح وضعیت هستنده‌ای خاص یعنی انسان که آگاه می‌شود و به چیزها معنا می‌دهد. این بخش از سه فصل شکل گرفته:
نخستین فصل با عنوان ساختار بی‌میانجی برای خود بودن است. موضوع فصل دوم از بخش دوم زمان‌مندی است. موضوع فصل سوم از بخش دوم استعلاء است. عنوان بخش سوم کتاب برای دیگری بودن است و این بخش نسبت به دو بخش پیشین ساده‌تر و همه فهم‌تر است. این بخش هم از سه فصل تشکیل شده:
فصل نخست دربارهٔ وجود دیگری است. فصل دوم از این بخش تکامل بحث سارتر دربارهٔ بدن است. فصل سوم با عنوان مناسبات مشخص با دیگری از دو رویکرد و یک بحث شکل گرفته‌است. عنوان بخش چهارم کتاب ((داشتن- کردن (انجام دادن)- هستی است.